# Костюк Платон Григорович
Плато́н Григо́рович Костю́к (20 серпня 1924, Київ — 10 травня 2010, Київ) — український фізіолог, нейрофізіолог, біофізик, академік НАН України, АМН України, РАН, директор Інституту фізіології імені Богомольця НАН України, засновник Міжнародного центру молекулярної фізіології НАН, перший директор та завідувач кафедри Київського відділення МФТІ, Голова Верховної Ради УРСР у 1985—1990, Герой України. Син відомого психолога Григорія Силовича Костюка, старший брат мистецтвознавця Олександра Костюка. Учень фізіолога Данила Семеновича Воронцова та Нобелівського лауреата нейробіолога Джона Екклса. Досліджував електрофізіологію нервових клітин, властивості клітинної мембрани та йонних каналів, роль кальцію у фізіології клітини. Створив наукову школу з молекулярної та клітинної фізіології. Депутат Верховної Ради УРСР 9—11-го скликань.

## Життєпис

### Родина
Батько Платона Костюка Григорій Костюк був науковцем-психологом, згодом академіком АПН СРСР. Мати — Костюк (Лященко) Мотрона Федорівна (1898—1980) — учений-хімік. Молодший брат Платона Олександр став мистецтвознавцем, академіком НАН України, директором Інституту мистецтвознавства, фольклористики та етнології.
Дружина — Костюк (Хохол-Зеленська) Людмила Василівна (1929—2011) — дочка педіатра Олени Миколаївни Хохол, кардіолог, патофізіолог, кандидат медичних наук (1958), працювала в Інституті геронтології АМН України. Старша дочка Олена (1957—2012) — ендокринолог, доктор медичних наук, провідний науковий співробітник Інституту фізіології ім. О. О. Богомольця НАН України. Молодша дочка Ольга — кандидат медичних наук, старший науковий співробітник Інституту вдосконалення лікарів МОЗ України, викладач і підприємець..

### Навчання і війна

Платон Костюк під час навчання в училищі в Ашхабаді

У 1931—1941 роках навчався у середній школі № 43 міста Києва. У випускний рік Платона почалася радянсько-німецька війна. Родина Костюків евакуювалася до Сталінграда, де Платон вступив до Сталінградського медичного інституту і на факультет іноземних мов Сталінградського індустріально-педагогічного інституту. Проте навчався він там усього рік, оскільки фронт дійшов і до Сталінграда. Родина з труднощами дісталася до Саратова, а звідти переїхала в місто Кизилорда, де тимчасово перебували АН УРСР та українські університети в евакуації. Там Платон навчався з вересня 1942 року по травень 1943 року, закінчивши один курс біологічного факультету Об'єднаного харківського університету. Через потребу армії у військових медиках продовжив навчання в Харківському військово-медичному училищі, що знаходилося тоді в Ашхабаді, із травня 1943 року по квітень 1945 року. Одразу після закінчення училища був відправлений у Польщу та Східну Пруссію як фельдшер батальйону резерву медичного складу, звідки звільнився в серпні 1945 року.
Уже у вересні 1945 року для закінчення освіти Платон Костюк вступив на біолого-ґрунтознавчий факультет Київського державного університету ім. Т. Г. Шевченка, де пройшов завершальний курс й отримав диплом біолога в 1946 році. Того ж року вступив на третій курс лікувального факультету Київського медичного інституту, який закінчив у 1949 році, отримавши другий диплом медика. Член КПРС з 1947 року.

### Наукова кар'єра

Після захисту кандидатської дисертації в лабораторії Данила Семеновича Воронцова в Київському університеті. Сидять Софія Іванівна Фудель-Осипова, Платон Григорович Костюк, Данило Семенович Воронцов, С. Д. Ковтун; стоять: Дерюгін, Григорій Силович Костюк, Павло Романович Чамата, Павло Дмитрович Харченко

Науковою роботою Платон Костюк почав займатися відразу після здобуття диплома біолога в лабораторії загальної фізіології при Київському університеті, якою тоді завідував Данило Семенович Воронцов. Уже в 1949 Костюк під керівництвом Воронцова захистив кандидатську дисертацію на тему «Адаптація нерва до електричного струму, що постійно наростає». У 1951 він став викладачем на кафедрі фізіології, у 1955 році — старшим науковим співробітником, а в 1956—1957 роках, після переходу Воронцова до Інституту фізіології АН УРСР, очолював університетську лабораторію загальної фізіології. У 1957 році Костюк захистив докторську дисертацію «Центральні процеси в найпростішій рефлекторній дузі». Проте Данило Воронцов бажав мати талановитого учня біля себе, тому сприяв його переходу з університету до Інституту фізіології.
З Інститутом фізіології ім. О. О. Богомольця НАН України було пов'язане все подальше життя Платона Костюка. З 1958 року він незмінно очолював відділ загальної фізіології нервової системи. У 1960 році отримав звання професора. З 1960 до 1961 за запрошенням майбутнього лауреата Нобелівської премії Джона Екклса працював у Австралійському національному університеті в місті Канберра в лабораторії нейробіології. В Австралії Костюк досліджував механізми синаптичного гальмування при рефлекторній роботі мозку за допомогою мікроелектродів.
У червні 1964 року Платона Костюка обрали членом-кореспондентом АН УРСР. З 1 липня 1966 року він став також член-кореспондентом АН СРСР за Відділенням фізіології. У тому ж році він очолив Інститут фізіології АН УРСР, яким керував до кінця життя. У грудні 1969 року Костюк стає академіком АН УРСР, а з 26 листопада 1974 року — академіком АН СРСР.
У 1970-ті-1980-ті роки під керівництвом Костюка проводились важливі роботи з дослідження ролі йонів кальцію в нервовій сигналізації. За участі Костюка розробляли нові методики дослідження поодиноких клітин, внутрішньоклітинної перфузії, відкрили нові іонні канали і властивості клітинної мембрани. Академіка Костюка визнали у світі як одного із засновників клітинної фізіології нервових клітин.

### Адміністративна діяльність
Академік Костюк був не лише керівником Інституту фізіології, а й активним діячем у різних сферах. Так, з 1975 до 1988 року він був академіком-секретарем Відділення фізіології і членом президії АН СРСР. З 1975 до 1990 року його обирали депутатом Верховної Ради УРСР 9-го, 10-го й 11-го скликань, причому в 1985—1990 роках він був Головою Верховної Ради Української РСР. За його головування був прийнятий Закон «Про мови в УРСР», де вперше українську мову було визначено державною. Цим законом Костюк пишався як власною роботою.
Задля навчання нових кадрів для Інституту фізіології в Києві Костюк домігся створення при інституті базової кафедри мембранної біофізики Київського відділення Московського фізико-технічного інституту. З 1982 року він також обійняв посаду завідувача цієї кафедри.
У часи перебудови Костюк став більше концентруватися на роботі в українських структурах. З 1988 по 2004 рік був членом Президії АН УРСР і НАН України.

### У незалежній Україні
У перші роки незалежності фінансування української науки скоротилося майже до нуля. Тому академік Костюк використовував свої міжнародні зв'язки для організації спільних досліджень і конференцій коштом іноземних наукових агенцій. Задля полегшення організації міжнародного співробітництва за його пропозицією в 1992 році створили Міжнародний центр молекулярної фізіології НАН України.
У 1994 році обраний академіком Академії медичних наук України, у 2009 — почесним доктором Київського національного університету.

Могила Платона Костюка

Помер 10 травня 2010 року. Похований у Києві на Байковому кладовищі (ділянка № 33). Співчуття колегам та родичам у зв'язку з його смертю висловили нейробіологи з різних країн, зокрема Федерація європейських товариств нейронаук.

## Науковий внесок

### Наукові дослідження
Основні напрями наукових досліджень Костюка і його учнів — нейрофізіологія, клітинна біофізика, молекулярна біологія іонних каналів і мембранних рецепторів.
Вперше в Україні й СРСР застосував мікроелектродну техніку для дослідження структурно-функціональної організації нервових центрів та біофізичних і молекулярних механізмів збудження та гальмування в нервових клітинах. Розробив методику внутрішньоклітинної перфузії тіла нервової клітини та застосував її для дослідження мембранних і молекулярних механізмів цієї клітини.
Розробив нові методи реєстрації електричної активності нервових клітин, створив 7 нових електрофізіологічних приладів. Ці технології дали змогу вимірювати активність іонних каналів клітинної мембрани, ендоплазматичного ретикулуму, мітохондрій. За їх допомогою Костюк з колегами вивчив механізми обміну іонів кальцію у нервових клітинах, його порушення при патології мозку. Запровадив вперше у СРСР реєстрацію активності окремих молекул іонних каналів, що дало змогу ідентифікувати їх окремі види та родини у різноманітних клітинах, дослідити фізико-хімічні властивості.
Костюк із співробітниками вперше у світі довів наявність окремих кальцієвих каналів у клітинній мембрані нервових клітин. Під його керівництвом було розділено кальцієві струми двох типів: через високопорогові та низькопорогові кальцієві канали. 1983 року Костюк запропонував оригінальну гіпотезу механізму селективності кальцієвих каналів, що підтвердилася для низькопорогових кальцієвих каналів безхребетних тварин через 30 років.
Костюк багато уваги приділив вивченню кальцієвого депо клітини, утвореного мітохондріями, ендоплазматичним ретикулумом, ядром. Його співробітники показали роль депо у розповсюдженні кальцієвого сигналу під час збудження нейрону. Зіставлення молекулярних і йонних механізмів фізіологічних подій всередині клітини та при міжклітинних взаємодіях дали змогу Костюку описати вищий рівень процесів у нервовій системі — збуджувальну та гальмівну синаптичну передачу, синаптичну пластичність.
У лабораторіях під керівництвом Костюка були проведені дослідження порушень нервових функцій на тваринах, у яких було спричинено експериментальні захворювання, такі як цукровий діабет, епілепсія, хвороба Альцгеймера. Також проводили тестування нових фармакологічних препаратів для терапії цих патологій. В останні роки Костюк спонукав своїх співробітників до переходу на молекулярно-генетичні методи визначення структури іонних каналів і рецепторів нервових клітин, поєднанню їх з електрофізіологічними дослідженнями.
Платон Костюк — автор понад 400 наукових публікацій, з них 8 монографій, 3 підручників. Також співавтор наукового відкриття, 7 винаходів.

### Організатор науки
Підготував 28 докторів, 97 кандидатів наук.
Член Німецької академії природознавців «Леопольдіна» (1966), АН Чехословаччини (1990), Угорської АН (1990), Європейської академії «Academia Europaea» (1989), Нью-Йоркської академії наук (1994).
Голова Українського товариства фізіологів ім. І. П. Павлова у 1968—2010 роках.
Головний редактор (1969—1988) та співредактор (1993—2010) журналу «Нейрофізіологія» (Київ), співредактор Міжнародного журналу Neuroscience (Оксфорд, Велика Британія, 1976—2010), член редколегії кількох міжнародних журналів.
Голова спеціалізованої вченої ради при Інституті фізіології ім. О. О. Богомольця НАН України.
Входив до складу керівних органів багатьох міжнародних товариств фізіологів та біофізиків.
У 1989—1993 роках віце-президент Міжнародного союзу фізіологічних наук.

## Відзнаки

### Україна
- Звання Герой України з врученням ордена Держави (16 травня 2007) — за винятковий особистий внесок у зміцнення наукового потенціалу України, визначні досягнення в галузі нейрофізіології, що стали надбанням світової науки, багаторічну плідну наукову та громадсько-політичну діяльність[22]
- Орден князя Ярослава Мудрого V ст. (26 листопада 1998) — за визначні особисті заслуги перед Українською державою в розвитку науки, створення вітчизняних наукових шкіл та з нагоди 80-річчя Національної академії наук України[23]
- Почесна відзнака Президента України (19 серпня 1993) — за значний особистий внесок у розвиток нейробіологічної науки та створення національної наукової школи з нейрофізіології[24]
- Почесне звання «Заслужений діяч науки і техніки України» (26 листопада 2003) — за визначні особисті заслуги у розвитку вітчизняної науки, зміцнення науково-технічного потенціалу та з нагоди 85-річчя Національної академії наук України[25]
- Лауреат Державних премій України в галузі науки і техніки (1992[26], 2003[27])
- Диплом Президента України за значний особистий внесок у розвиток нейробіологічної науки та створення національної школи з нейробіології (1993)[28]
- Золота медаль імені В. І. Вернадського НАН України № 2 (2005)[28]

15 жовтня 2009 року удостоєний звання «Почесний доктор Київського національного університету імені Тараса Шевченка»

### СРСР[28]
- Герой Соціалістичної Праці (17.08.1984)
- Два ордени Леніна (13.05.1981, 17.08.1984)
- Два ордени Трудового Червоного Прапора (27.04.1967, 28.08.1974)
- Лауреат Державної премії СРСР в галузі науки і техніки (1983)
- Лауреат Державної премії УРСР в галузі науки і техніки (1976)

### Інші
- Польща. Орден Святого Станіслава (2000)
- США. За вагомий вклад в інтернаціональну науку нагороджений високою міжнародною нагородою — Президентська медаль Свободи (2006)[28]
- Росія. Золота медаль імені І. М. Сеченова[ru] (2009)
- Росія. Орден Дружби (12.05.2010, посмертно)

### Іменні премії
- премія імені І. П. Павлова АН СРСР (1960),
- премія імені І. М. Сєченова АН СРСР (1977),
- премія імені О. О. Богомольця АН УРСР (1987),
- премія імені Луїджі Гальвані, США (1992).
- Золота медаль імені І. М. Сєченова РАН (2009). За цикл робіт «Кальцієва сигналізація в нервовій клітині»

## Вшанування пам'яті

Меморіальна дошка на будівлі Інституту фізіології

- Учні академіка заснували Фонд Костюка, який видає премії талановитим молодим науковцям у галузі біомедичних досліджень.[30][31]
- На будівлі Інституту фізіології встановлена меморіальна дошка, на якій зазначено: «Тут у 1958—2010 роках працював видатний український нейрофізіолог академік Платон Григорович Костюк». У відкритті 4 червня 2014 року брали участь молодша дочка Ольга, онуки, друзі Костюка академіки Юрій Ілліч Кундієв та Ісаак Михайлович Трахтенберг, учні та співробітники інституту
- На честь 90-річчя з дня народження Платона Костюка в червні 2014 року було проведено Конгрес Українського товариства нейронаук.[32]
- НАН України заснувала премію імені Костюка.[33]

## Основні наукові праці
- Костюк, П. Г. (1952). Особенности  нервного  процесса  в  мотонейронах  спинного  мозга. Докл. АН СССР. 65 (3): 669—672.
- Костюк, П. Г. (1953). Торможение и суммация в дуге рефлекса растяжения. Физиол. журн. СССР. 39 (2): 173—182.
- Костюк, П. Г.; О.  A.  Krishtal,   P.  A.  Doroshenko (1976). Outward currents in the nerve cell membrane. Bioelectrochem.   and  Bioenerg. 3 (32): 319—327.
- Kostyuk, P. G.; J.С. Eccles, R. F.  Schmidt (1962). Central pathways responsible for depolarization of primary afferent fibres. J. Physiol.(Gr.Brit.). 65 (2): 237—257.
- Kostyuk, P. G.; T. Araki, M. Ito, O.Oscarsson (1962). Injection   of   alcaline   cations   into   cat    spinal    motoneurones. Nature. 196 (4861): 1319—1320.
- Kostyuk, P. G.; O.A. Krishtal, V.I. Pidoplichko (1975). Effect of internal fluoride and phosphate on membrane currents during intracellular dialysis of nerve cells. Nature. 257 (2): 691—693.
- 1959 — Двонейронна рефлекторна дуга
- 1960 — Мікроелектродна техніка
- 1973 — Структура та функція низхідних систем спинного мозку
- 1986 — Кальцій та клітинна збудливість
- 1991 — Role of Calcium Ions in Nerve Cell Function
- 1995 — Calcium Signalling in the Nervous System
- 2001 — «Біофізика» (із співавт. Зима В. Л., Магура Ш. С., Мірошниченко М. С., Шуба М. Ф.)К.: «Обереги», 2001. — 544с.
- 2005 — «Йони кальцію у функції мозку. Від фізіології до патології» (із співавт. О. П. Костюк, О. О. Лук'янець) Київ: Наукова думка, 2005. — 198 с
- 2008 — «Біофізика» (із співавт. Зима В. Л., Магура Ш. С., Мірошниченко М. С., Шуба М. Ф.)Київ: Видавничо-поліграфічний центр «Київський університет» 2008. -567 с
- 2010 — «Внутрішньоклітинна кальцієва сигналізація: структури та функції» (із співавт. О. П. Костюк, О. О. Лук'янець) Київ: Наукова думка, 2010. — 174 с